# Partigrupp
Partigrupp kallas en grupp av parlamentariker som tillhör samma politiska parti eller delar samma politiska åsikter. En partigrupp är vanligtvis associerad med en eller flera politiska partier, men det förekommer också partigrupper som inte tillhör något politiskt parti. En person som inte är medlem i ett parti är en politisk vilde, men kan fortfarande vara medlem i en partigrupp.
Partigrupper fyller en viktig funktion i de flesta parlament eftersom de organiserar parlamentariker med samma eller liknande politiska åsikter. En partigrupp leds av en, eller i vissa fall, två gruppledare.

## Nationella parlament

### Sverige
I Sveriges riksdag kallas partigrupperna för riksdagsgrupper. Det finns åtta partigrupper i riksdagen, en för varje riksdagsparti. En person som inte är medlem i ett parti är en politisk vilde. Riksdagsgruppen har som regel en gruppledare och råd, dessa agerar på partiernas och riksdagsgruppens vägnar. 
Alla grupper i riksdagen är inte riksdagsgrupper. Sådana grupper, som inte är partigrupper, är exempelvis riksdagens kristna grupp eller riksdagens HBT-grupp.

### Tyskland
I Tyskland förekommer att partigrupper, till skillnad från riksdagsgrupper, betecknar delar av partierna. Dessa delar eller fraktioner, som i Sverige skulle betraktas som splittrande, förekommer helt öppet och kämpar internt om nomineringar och politiken i partier. Dessa fraktioner fungerar delvis som partier i partierna och har även koll på att "deras" parlamentariker håller sig till den överenskomna partilinjen. 

## Transnationella parlament

### Europaparlamentet
I Europaparlamentet är ledamöterna organiserade i partigrupper, formellt kallade politiska grupper. Att ledamöterna är organiserade efter ideologi istället för nationalitet, gör Europaparlamentet unikt bland andra internationella församlingar och beror främst på att parlamentet ska företräda unionsmedborgarna och inte medlemsstaterna. Varje politisk grupp leds av en, eller två, gruppledare. Gruppledarna ingår tillsammans med Europaparlamentets talman i talmanskonferensen, som fyller flera viktiga organisatoriska funktioner.